# Vivianiaceae
Classification APG III (2009)
Famille
La famille des Vivianiaceae est une famille de plantes dicotylédones qui comprend une trentaine d'espèces en 2 à 3 genres.
Ce sont des plantes herbacées ou des arbustes d'Amérique du Sud. 

## Étymologie
Le nom vient du genre type Viviania donné en hommage à Domenico Viviani (1772-1840), 
médecin et botaniste italien, professeur à Gênes et fondateur du jardin botanique, considéré comme le premier naturaliste ligure.

## Classification
En classification classique de Cronquist (1981) ce taxon est inexistant.
La classification phylogénétique APG III (2009) inclut dans cette famille les genres précédemment placés dans la famille Ledocarpaceae à savoir les Balbisia (cs), Rhynchotheca, Wendtia.
En classification phylogénétique APG IV (2016) les Vivianiaceae sont inclus dans les Francoaceae.

## Liste des genres
Selon Angiosperm Phylogeny Website (31 mai 2010) :
- genre Viviania
- genre Wendtia (attention Angiosperm Phylogeny Website place Wendtia aussi dans Ledocarpaceae)

(Balbisia, Rhynchotheca et Wendtia sont placés par Angiosperm Phylogeny Website dans Ledocarpaceae comme en APGII)
Selon NCBI (31 mai 2010) (Plus conforme à APGIII puisqu'il incorpore les genres Balbisia et Wendtia anciennement dans Ledocarpaceae):
- genre Balbisia
- genre Viviania
- genre Wendtia

(NCBI (31 mai 2010) ne reconnait pas Rhynchotheca)
Selon DELTA Angio (31 mai 2010) :
- genre Rhynchotheca
- genre Viviania

## Liste des espèces
Selon GBIF (14 septembre 2024) :
- genre Rhynchotheca
  - Rhynchotheca spinosa Ruiz & Pav.

Selon NCBI (31 mai 2010) :
- genre Balbisia
  - Balbisia microphylla
- genre Viviania
  - Viviania marifolia
- genre Wendtia
  - Wendtia gracilis